# Алтамонт (Јута)
Алтамонт (енгл. Altamont) град је у америчкој савезној држави Јута.

## Демографија
По попису из 2010. године број становника је 225, што је 47 (26,4%) становника више него 2000. године.
| Група             | 2000.       | 2010.       |
| Белци             | 171 (96,1%) | 214 (95,1%) |
| Афроамериканци    | 0 (0,0%)    | 0 (0,0%)    |
| Азијати           | 0 (0,0%)    | 0 (0,0%)    |
| Хиспаноамериканци | 0 (0,0%)    | 3 (1,3%)    |
| Укупно            | 178         | 225         |